# Selecció catalana d'hoquei sobre gel
La selecció catalana d'hoquei sobre gel és el combinat esportiu d'hoquei sobre gel que representa la Federació Catalana d'Esports d'Hivern. Va fer el seu debut contra Bèlgica l'any 2003 a Puigcerdà, amb una victòria per 2 a 0. Posteriorment també s'ha enfrontat en dues ocasions amb el País Basc.
| Data       | Seu       |           | Resultat |           | Competició |
| ---------- | --------- | --------- | -------- | --------- | ---------- |
| 19/04/2003 | Puigcerdà | Catalunya | 2-0      | Bèlgica   | Amistós    |
| 27/12/2008 | Bilbao    | País Basc | 3-5      | Catalunya | Amistós    |
| 26/12/2009 | Puigcerdà | Catalunya | 1-9      | País Basc | Amistós    |